# إسماعيل الساماني
الأميرُ العادِل أبُو إبْراهِيم إسْماعِيل بن أحمَد بن أسَد السَّاماني (849 - نوفمبر 907 م) المعرُوف اختصارًَا باسم إسْماعيل السَّاماني. كان الأمير الساماني لبلاد ما وراء النهر (من 900م حتى 907م). شهد عهده ظهور السامانيين كقوة في المنطقة. وهو ابن أحمد بن أسد ويرجع نسبه إلى سامان خدا الذي أسّس سلالة السامانيين والذي ترك المجوسية واعتنق الإسلام من أصل فارسي ساساني. ويُعتبر أبًا روحيًا للقومية الطاجيكية.